# People Like Us (téléfilm)
Pour plus de détails, voir Fiche technique et Distribution.
People Like Us est un téléfilm dramatique américain réalisé par William Hale et sorti en 1990.

## Synopsis
Abandonné par la justice après le meurtre de sa fille, Gus Bailey, un riche scénariste mondain, profite de sa position pour se faire justice lui-même.

## Fiche technique
- Titre original : People Like Us
- Réalisation : William Hale
- Scénario : Dominick Dunne, Mart Crowley et Kathleen A. Shelley
- Photographie : Dennis C. Lewiston
- Montage : Jack Fegan
- Musique : Billy Goldenberg
- Costumes : Buffy Snyder et Jane Janiger
- Décors : Gene Serdena
- Casting : Geri Windsor
- Producteur : William Beaudine Jr.
  - Producteur délégué : Chuck McLain
  - Producteur associé : Charles Morales
- Sociétés de production : C.M. Two Production et ITC Entertainment
- Sociétés de distribution : NBC
- Pays d'origine :  États-Unis
- Langue originale : anglais
- Format : couleur
- Genre : Drame
- Durée : 200 minutes
- Dates de sortie : 
  - États-Unis : 13 mai 1990
  - Belgique : 24 avril 1993

## Distribution
- Ben Gazzara : Gus Bailey
- Connie Sellecca : Ruby Nolte Renthall
- Eva Marie Saint : Lil Van Degan Altemus
- Dennis Farina : Elias Renthall
- Gary Frank : Hubert Altemus
- Teri Polo : Justine Altemus Slatkin
- Jean Simmons : Peach Prindible Bailey
- Ron Marquette : Juanito Perez
- Gail O'Grady : Rebecca Bailey
- Ruta Lee : Faye Converse
- Beatrice Straight : Maisie Verdurin
- Holland Taylor : Dolly
- Paul Williams : Ezzie Fenwick
- Brenda Strong : Brenda Primrose
- George D. Wallace : Max Luby
- Kim Myers : Marguerite Hanrahan
- Anna Berger : Hester Slatkin
- Sarah Marshall : Comtesse de Castoria
- Richard Riehle : Anthony Feliciano
- Ron Taylor : un homme au rassemblement de la victime
- Lara Parker
- Grace Zabriskie : une femme dans le groupe de thérapie